# Lista postaci serialu Świat według Kiepskich
Lista postaci serialu Świat według Kiepskich – artykuł przedstawia bohaterów serialu telewizyjnego Świat według Kiepskich.

## Bohaterowie główni
- Mariola Kiepska (Barbara Mularczyk) – ur. 6 czerwca 1983, córka Ferdynanda i Haliny Kiepskich, siostra Waldemara. W pierwszych odcinkach serialu karykatura typowej polskiej nastolatki z ubogiej rodziny. Jeździ na rolkach, chodzi na dyskoteki i spotyka się z chłopakami. Pomimo braku perspektyw, Mariola to piękna, radosna, energiczna i żywiołowa dziewczyna. Ubiera się zgodnie z trendami panującymi w modzie. Uważa, że jej ojciec jest nienowoczesny, nazywa go „zgredem”. Kocha taniec. Pod koniec serialu była w związku z Oskarem, z którym mieszkała od odc. 563.

## Bohaterowie drugoplanowi
- Listonosz Edzio (Bohdan Smoleń) – listonosz zaprzyjaźniony z rodziną Kiepskich. Jego charakterystyczną cechą było mówienie wierszem. Po raz ostatni pojawił się w odcinku 466 Bliżej człowieka.
- Borysek (Kazimierz Ostrowicz) – sąsiad Kiepskich i przyjaciel Rozalii, należący do koła różańcowego. Mieszkał razem z dwoma synami i dwiema synowymi, jego żona zmarła. Z wykształcenia był piekarzem. Podobnie jak Paulina Kocięba w czasie II wojny światowej, walczył w powstaniu warszawskim. Po raz ostatni wystąpił w odcinku 135 Szara strefa.
- Jolanta Kiepska z domu Kopciarz (Anna Ilczuk) – pochodzi z fikcyjnej wsi Pokuć. Jest żoną Waldemara Kiepskiego, którego poznała w Stanach Zjednoczonych, gdzie pracowała jako niania. Nielubiana przez całą rodzinę, z wyjątkiem Haliny. Wszystkie pieniądze Waldka trafiają do niej. Jest bardzo atrakcyjna, ale także chciwa, chytra, wredna, prosta i łasa na pieniądze. Lubi seks i przystojnych mężczyzn, lubi prowokować swojego męża do zazdrości o nią. Prowadzi w internecie wideoblog modowy. Przez swojego teścia, Ferdynanda nieustannie oskarżana o kradzież frytkownicy.
- Andrzej Kozłowski (Andrzej Gałła) – ur. 19 marca prezes spółdzielni mieszkaniowej „Promyk” oraz przewodniczący rady mieszkańców osiedla Kosmonautów we Wrocławiu. Pochodzi ze Skierniewic, gdzie ukończył technikum rolnicze. Był kandydatem w wyborach do Sejmu, jednak nie uzyskał mandatu. Potem był posłem do Parlamentu Europejskiego.
- Kazimierz Badura (Lech Dyblik) – bezdomny znajomy Ferdynanda Kiepskiego, z którym często dzieli się swoimi przemyśleniami filozoficznymi. Utrzymuje się ze sprzedaży złomu. Ma kolegów Stanisława Kolędę (Marek Pyś) i Tadeusza Bociana (Henryk Gołębiewski), z którymi pije alkohol, najczęściej tanie wino.
- Zofia (Maria, Wisława, Lucyna lub Celina) Malinowska (Zofia Czerwińska) – razem z synem Stanisławem (Krzysztof Dracz) prowadziła sklep U Stasia, w którym bohaterowie serialu zaopatrują się w alkohol i inne artykuły spożywcze. Była wdową. Często traktowała swych klientów pogardliwie, szczególnie mężczyzn. Jej nieżyczliwemu zachowaniu w stosunku do klientów poświęcony został odcinek Kobieta za ladą, w którym główny bohater postanawia napisać petycję o zwolnienie jej ze stanowiska.
- Janusz Marian Paździoch (Sławomir Szczęśniak) – zaginiony syn Mariana Paździocha, pierwszy raz w serialu pojawił się w 541. odcinku Marian ma syna. Jest po pięćdziesiątce. Urodził się i wychował w Paragwaju. Jego matką była Esmeralda Dolores da Silva Bolsonaro Haczapui, kochanka Mariana z czasów młodości. Podobnie jak ojciec, Janusz ma głowę do interesów, jest inicjatorem wielu pomysłów ułatwiających życie mieszkańcom kamienicy. Niewiele wiadomo na temat jego życia prywatnego, najprawdopodobniej jest kawalerem.
- Paulina Kocięba (Łucja Burzyńska, Zuzanna Helska) – sąsiadka i przyjaciółka Rozalii Kiepskiej i Boryska. Należała do kółka różańcowego. W czasie II wojny światowej walczyła w powstaniu warszawskim. Jej kryptonim to Róża.
- Kumpel Boczka (Michał Banach) – towarzyszył Boczkowi w odcinkach pilotażowych (2, 3), pierwotnie planowany jako jeden z głównych bohaterów, w kolejnych odcinkach twórcy zrezygnowali z tej postaci[1].
- Krystyna (Barbara lub Małgorzata) Kozłowska (Joanna Kurowska) – szósta żona Kozłowskiego, nazywana przez niego „foką”. Podobnie jak Helena i Jolasia jest kobietą łasą na pieniądze i dlatego wyszła za mąż za prezesa, który z kolei ożenił się z nią ze względu na atrakcyjność fizyczną.
- Mikołaj Kopernik (Andrzej Kłak) – adorator Marioli. Pierwszy raz pojawił się w odcinku 517 Mikołaj Kopernik. Mariola odrzuca jego zaloty, mimo to w 529. odcinku Małżeństwo z rozsądku, Kiepscy w tajemnicy przed córką zaplanowali jej ślub z Mikołajem. Ostatecznie jednak młodzi nie zawierają małżeństwa.
- Oskar (Sebastian Stankiewicz) – narzeczony Marioli. Po raz pierwszy pojawił się w odcinku 562 kiedy to przyszedł do Kiepskich naprawić telewizor. Zakochał się w Marioli z wzajemnością od pierwszego wejrzenia. W odcinku 563 zamieszkali w pustostanie kamienicy.
- Sasza i Irina (Krzysztof Kiersznowski, Dorota Zięciowska) – rodzeństwo i rodzina Rozalii z Kazachstanu.
- Stanisław Kiepski – stryj Ferdynanda, brat Władysława i Romana, mąż Lutki. Zmarł w wieku 82 lat, jego ostatnią wolą było to, aby go pochować we Wrocławiu.
- Stanisław Kiepski (Marcin Troński) – brat Ferdynanda, syn Romana Kiepskiego. W okresie PRL-u przeprowadził się do Stanów Zjednoczonych.
- Władysław Kiepski (Roman Kłosowski, Marek Pyś) – wuj Ferdynanda Kiepskiego, brat jego ojca Romana i Stanisława, mąż Genowefy. Władysław Kiepski pochodził ze wsi, był miłośnikiem kultury ludowej oraz członkiem regionalnego zespołu muzycznego. Zmarł w wyniku zatrucia się alkoholem. Mimo to pojawił się rok później podczas powrotu Waldemara z USA[2].
- Ziemowit Kiepski, Ziomek (Maciej Gołębiowski) – pochodzący ze wsi bratanek Ferdynanda, syn Stanisława Kiepskiego. Pojawienie się tej postaci było związane z odejściem Bartosza Żukowskiego, odgrywającego rolę Waldemara, zrezygnowano jednak z niego ze względu na niezbyt przychylne przyjęcie przez widzów. Wystąpił w czterech odcinkach serialu.
- Łysy (Maciej Prusak, Paweł Czajor) – chłopak Marioli. Karykatura typowego polskiego nastolatka z lat 2000–2009: jeździ na rolkach, chodzi na dyskoteki i mówi nowoczesną mową. Z czasem Mariola z nim zerwała.
- Grażyna Kokosińska (Joanna Kurowska) – pielęgniarka, przyjaciółka Haliny Kiepskiej.
- Barbara Podlaska-Dżekson (Krystyna Podleska) – była sąsiadka Kiepskich i Paździochów, pochodząca ze Stanów Zjednoczonych. Jedyny odcinek w którym wystąpiła to Podlaska.
- Tadeusz Kopciński (Jerzy Cnota) – zrzędliwy, wulgarny emeryt z osiedla, gorliwy katolik. Był przeważnie nielubiany przez jego mieszkańców, przede wszystkim przez Ferdka. Jeden z klientów sklepu u Stasia, często wchodził w utarczki słowne z ekspedientką. Nie miał rodziny. W odcinku pt. Powrót Kopcińskiego postać umiera. Na jego pogrzeb wybrali się jedynie Halina, Ferdek i Malinowska. Jednak jeszcze tej nocy Ferdek, podczas wyrzucania śmieci, napotyka żywego Kopcińskiego. Tłumaczył, iż zmarł, ale z niewiadomych przyczyn go odwołano. Razem z innymi emerytami miał zniknąć, lecz jako jedyny nie zniknął.
- Koszałkowski (Wojciech Skibiński/Jerzy Matysiak) - emeryt z osiedla. Wystąpił w trzech odcinkach, tylko w jednym (324) zagrał znaczącą rolę.